# باتريك هيوز (سياسي)
باتريك هيوز هو شخصية أعمال وسياسي كندي، ولد في 26 مارس 1831، وتوفي في 24 مارس 1899. حزبياً، نشط في الحزب الليبرالي الكندي. وقد انتخب عضو مجلس العموم الكندي.